# Barytarbes leptobasis
Barytarbes leptobasis là một loài tò vò trong họ Ichneumonidae.